# Nicolas Charbonnier
Nicolas Charbonnier (* 4. August 1981 in Roubaix) ist ein ehemaliger französischer Segler.

## Erfolge
Nicolas Charbonnier nahm an den Olympischen Spielen 2008 in Peking in der 470er Jolle teil. Gemeinsam mit Olivier Bausset belegte er den dritten Platz hinter Nathan Wilmot und Malcolm Page sowie Joe Glanfield und Nick Rogers. Mit einer Gesamtpunktzahl von 78 Punkten erhielten sie die Bronzemedaille vor den punktgleichen Niederländern, die im entscheidenden medal race einen Platz hinter den beiden Franzosen ins Ziel eingelaufen waren. Bereits im Jahr zuvor wurde Charbonnier mit Bausset Vizeeuropameister. 2002 hatte Charbonnier den Titel bei den Europameisterschaften mit Stéphane Christidis gewonnen. Bei Weltmeisterschaften sicherte er sich 2010 in Medemblik mit Baptiste Meyer die Silbermedaille.